# 예루살렘 전투 (1917년)
예루살렘 전투는 1917년 영국군이 터키군이 점령하고 있던 예루살렘을 빼앗아 점령한 전투다.

## 진행 과정
1917년 11월 13일 겨우 무가르 능선 전투를 정리한 영국군 중동지역 최고사령관인 에드먼드 알렌비(Edmund Allenby)장군은 두대(Judea)언덕을 지나 동쪽의 예루살렘으로 행군을 계속하게 된다.
영국군 우익은 주대를 향래 진격하고 좌익은 새로 점령한 자파(Jaffa)에 방어 라인을 구축하는동안 알렌비는 독일의 에리히 폰 팔켄하임의 Yilderim부대의 전선투입을 걱정하기는 했지만 예루살렘으로부터 지중해까지의 전선에 대해 공세를 취하기로 결정한다.
팔켄하임은 그의 7군으로부터 병력을 투입하여 공격을 개시하기에는 시간이 늦었으나 영국군의 진격을 더디게 만드는 데 성공하게 된다. 따라서 영국군 측에서 보면 예루살렘의 점령을 확신할 수 없는 상황에 이르게 된다. 또한 예루살렘의 점령없이는 팔레스타인 전선에서의 진격을 계속 할 수 없다는 것을 깨닫게 된다. 하지만 양측의 지휘관들은 도시안에서의 전투를 꺼리게 되는데 성스러운 도시 예루살렘의 파괴를 막기 위해서였다.
알렌비 장군은 기병 장교인 필립 쳇우드(Philip Chetwode) 장군의 20군단에 예루살렘을 점령하는 임무를 부여했고, 20군단은 12월 8일 행동을 개시한다. 공격방향은 두 방향으로 이루어지는데 예루살렘의 서쪽으로부터의 진격이 주공이었고 남쪽의 베들레헴으로부터 진격이 두 번째 공격으로 계획되었다.
이 작전은 하루 만에 영국군의 승리로 끝나게 된다. 영국군의 계속적인 압박작전과 터키군의 반격 실패로인해 예루살렘은 영국군의 손에 넘어가게 되는데 터키군은 다음날까지 간헐적인 전투를 계속하며 저항을 계속한다. 하지만 예루살렘을 둘러싼 언덕에서의 끝까지 저항하던 터키군은 모두 영국군에게 진압되게 되고 결국 전 도시가 영국군의 수중에 들어가게 된다.
영국의 알렌비 장군은 이 정치적으로 중요한 에루살렘 함락을 기뻐하며 12월 11일 예루살렘의 입성해 예루살렘의 터키측 지휘관으로부터 정식 항복을 받아낸다.
12월 26일 팔켄하임 장군은 터키군에 대해서 대반격을 명령하나 이 또한 터키군의 실패로 끝을 맺는다. 이 전투에서 영국군은 18000명의 사상자를 내고 반면 터키군은 25000명의 사상자를 가지게 된다.

## 결과
예루살렘 함락으로 인해 터키에서는 팔켄하임 장군의 능력에 대해 의심을 가지게 되는 계기가 되며 또한 그 지역에 파견되어 있던 독일군의 역할과 독일의 영향력이 현저하게 감소하게 된다.
예루살렘을 점령한 영국군은 강력한 방어라인을 구축한 뒤 본국에 크리스마스 선물과도 같은 이 소식을 알리게 되고 영국을 비롯한 모든 연합국에서는 이 소식을 매우 기쁘게 생각한다. 크리스마스를 맞아 영국군은 1주일간의 휴식기간에 들어간다. 하지만 예루살렘 전투로 약화된 중동파견군의 전력 보강을 위해 메소포타미아와 팔레스타인 전선에서의 새로운 공세는 연기되게 된다.